# Kevin Harmse
Kevin Mitchell Harmse (né le 4 juillet 1984 à Johannesburg en Afrique du Sud) est un joueur de soccer international canadien d'origine sud-africaine, qui évoluait au poste de milieu de terrain. Il est maintenant un entraîneur-assistant de l'équipe de soccer d'hommes du Clan de Simon Fraser.

## Biographie

### Carrière en sélection
Avec l'équipe du Canada, il dispute 9 matchs (pour aucun but inscrit) entre 2007 et 2008. 
Il figure notamment dans le groupe des sélectionnés lors des Gold Cup de 2007 et de 2009.

## Palmarès
Toronto FC
- Championnat canadien (1) :
  - Champion : 2009.